# Puentedura
Puentedura es un municipio de la provincia de Burgos (Castilla y León, España).

## Geografía
El municipio se encuentra en la comarca del Arlanza, en la carretera BU-904 a 15 km de Lerma y a 7 km de Covarrubias.
El pueblo se encuentra repartido en tres núcleos.
Sus fiestas patronales se celebran en honor de San Jorge (23 de abril) y de la Virgen del Camino. Esta última se celebra el segundo o tercer fin de semana de septiembre.

## Demografía
Puentedura cuenta con una población de 122 habitantes (INE 2024).
| Gráfica de evolución demográfica de Puentedura entre 1842 y 2021                                                      |
| |
| Población de derecho según los censos de población del INE. Población de hecho según los censos de población del INE. |

## Patrimonio

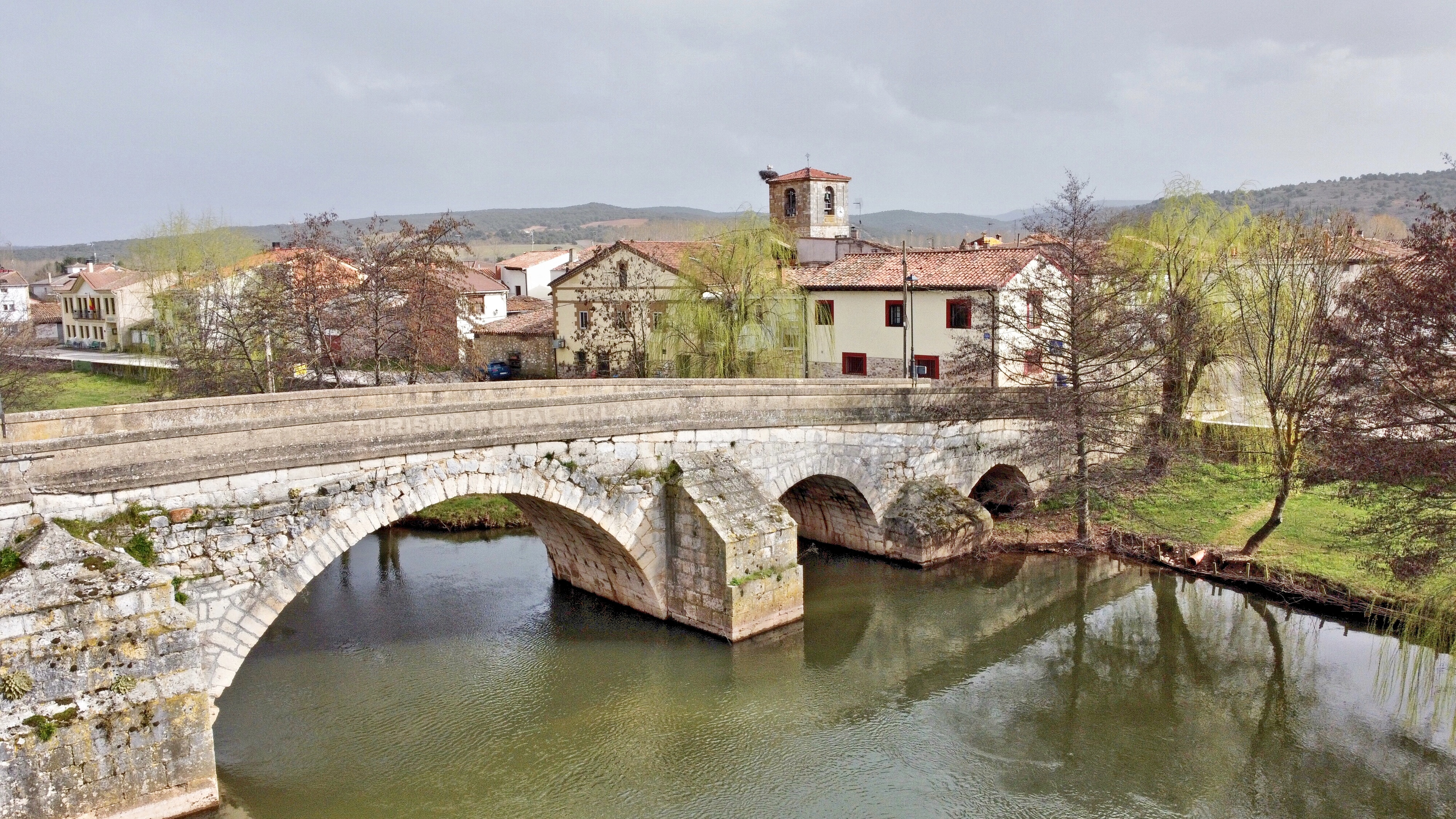
Puente de Puentedura.

- De mención es el puente de origen romano de siete ojos que atraviesa el río Arlanza.
- Ermita de la Virgen del Camino.
- Iglesia de la Anunciación.
- Ayuntamiento viejo (construido en 1798 y en cuyos soportales se encuentra un bello potro antiguo).
- De remarcable mérito es la ermita de San Millán, con bellas y extrañas pinturas del siglo XVII, que representan la Última Cena, y un Cristo del siglo XIII.

La talla más importante que se encontraba en la ermita (Virgen con el Niño, segunda mitad del siglo XII) ahora se exhibe en el Museu Frederic Marès, perteneciente al Ayuntamiento de Barcelona.
- De máxima importancia es su arquitectura popular, en la cual se pueden apreciar todos los elementos constructivos típicos de la zona, contando con varios ejemplos a lo largo de sus calles.

## Economía
Su población se dedica a la agricultura y ganadería, siendo muy variada la producción de alimentos. Los más importantes son el cereal y sus árboles frutales, entre ellos el cerezo, el cual da unos frutos sin igual.